# Château de Fieuzal
 (octobre 2012).
Si vous disposez d'ouvrages ou d'articles de référence ou si vous connaissez des sites web de qualité traitant du thème abordé ici, merci de compléter l'article en donnant les références utiles à sa vérifiabilité et en les liant à la section « Notes et références ».
Le château de Fieuzal, est un domaine viticole situé à Léognan en Gironde. Situé en AOC Pessac-Léognan, il est classé grand cru dans le classement des vins de Graves.

## Histoire du domaine
Au XVIe siècle où sont situées les origines du domaine, les premières parcelles appartenaient à Jean et François Gardères, laboureurs dans la seigneurie voisine. Au XVIIe siècle, après un passage entre les mains de la famille bordelaise Dabadie, il revint à la famille Fieuzal à la suite de mariages et d’héritages. En 1851, à la mort de Lovely Fieuzal, dernière descendante du nom, la propriété réunit les terres de Fieuzal et de Haut-Gardère. 
À la fin du XIXe siècle, la famille Ricard, alors propriétaire de crus réputés tels que Domaine de Chevalier et Malartic-Lagravière, acquiert le château et le dirige jusqu’en 1974, lui permettant d'atteindre la qualité et la renommée. Abel Ricard succède à son père en 1908. Quelques années plus tard, il confie la gestion de la propriété à sa fille Odette Ricard et son gendre Erik Augustinus Svensson. C'est sous sa direction qu'en 1959 le Château de Fieuzal obtient son classement en grand cru dans le classement des vins de Graves.
À la mort d’Odette Ricard en 1973, Erik Svensson décide de vendre le domaine à Georges Nègrevergne, pharmacien bordelais. Sous la gérance de son gendre Gérard Gribelin, le vignoble double sa surface, passant de 15 à 30 hectares. Il procède également à la rénovation des chais et expérimente avec succès des techniques innovantes et performantes, installant durablement Château de Fieuzal parmi les grands vins de Bordeaux. En 1994, le groupe financier Banque populaire se porte acquéreur du château. En achetant le château Haut-Gardère voisin un an plus tard, le groupe reconstitue le domaine original scindé à la succession de Jean Ricard. 
Le château de Fieuzal appartient depuis 2001 à Brenda et Lochlann Quinn, tous deux Irlandais passionnés des vins français, qui s’attachent à pérenniser le caractère unique du domaine en préservant la typicité de ses vins et leur authenticité. L’équipe renouvelée du château est dirigée depuis 2007 par Stephen Carrier.

## Terroir
Le vignoble de château de Fieuzal s’étend sur 80 hectares de croupes graveleuses de l’appellation Pessac-Léognan de part et d’autre du ruisseau de l’Eau Blanche. Les sols de terre maigre sont riches de graves blanches d’origine très ancienne, qui drainent efficacement les sols et restituent la chaleur du soleil. 
Les vignes, âgées de trente ans en moyenne, sont plantées à une densité de 9 000 pieds à l’hectare, et traitées selon des méthodes culturales traditionnelles, viticulture raisonnée, vendange manuelle, tri sélectif. Le vignoble est l’objet d’une gestion intra-parcellaire.

## Vin

### Château de Fieuzal rouge

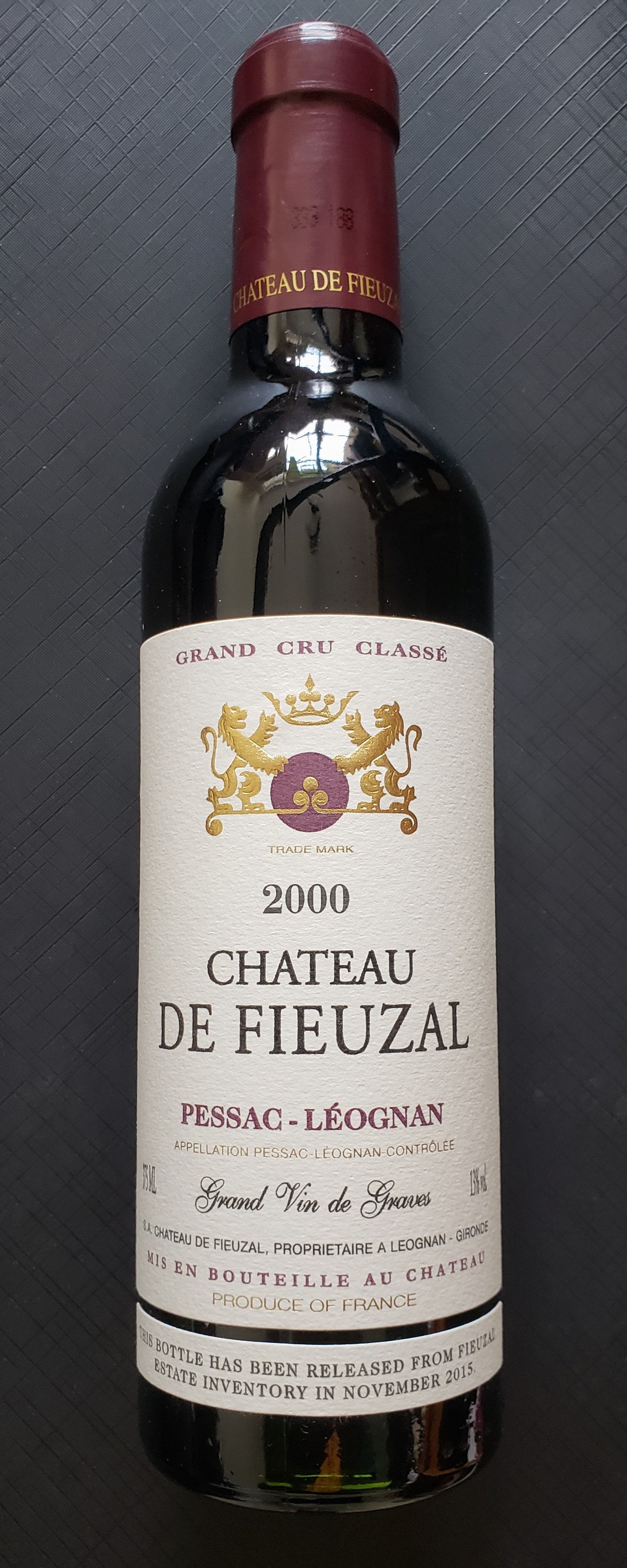
Château Fieuzal millésime 2000.

Développé sur 70 hectares, le vignoble est planté en cabernet sauvignon, merlot, cabernet-franc et petit verdot. La propriété travaille actuellement à la replantation de quelque cinq hectares, réintroduisant les cépages malbec et petit verdot afin de rétablir la bio-diversité dans le vignoble. Les vins rouges de ce cru sont issus en majorité des parcelles situées sur les trois croupes graveleuses nommées Fieuzal, La Dispute et Ferbos qui jouxtent le chai. La texture de ces sols et le matériel végétal associé sont tels qu’ils favorisent, sous un climat adéquat, le développement de baies de petites tailles, riches et concentrées.
Après un double tri manuel, les vinifications s’effectuent dans des cuves thermo-régulées en béton, bois et inox au ratio adapté à la vinification en rouge. L’élevage en barriques pour partie neuves varie entre 12 et 14 mois.

### Château de Fieuzal blanc
Le terroir est étendu sur 10 hectares, planté des trois cépages historiques et traditionnels : le sauvignon, le sémillon et la muscadelle. La texture argilo-calcaire de ses ilôts uniques permet de préserver la fraîcheur des vins blancs.
La fermentation s'effectue à basse température en barriques de 225 litres ou en cuves béton ovoïdes ou inox selon le cépage et le millésime. L’élevage sur lie et la proportion de barrique neuve est adapté selon la qualité du millésime.